# Museu d'Art Contemporani d'Eivissa

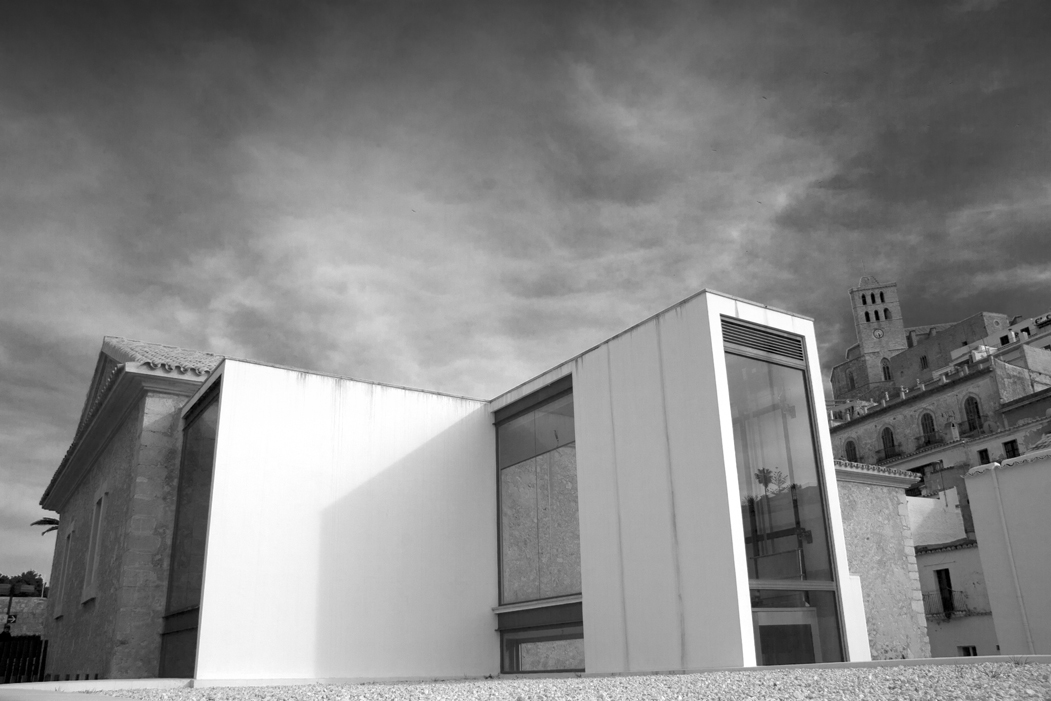
MACE

Het Museu d'Art Contemporani d'Eivissa of MACE is een kunstmuseum in Ibiza-stad op het Spaanse eiland Ibiza. Het werd geopend in 1964 en kreeg in 2012 een nieuw gebouw. Het museum is gewijd aan kunst die in de twintigste eeuw werd gemaakt op Ibiza, met werken van Erwin Bechtold, Erwin Broner, Hans Laabs, Katja Meirowsky, Bob Munford, Egon Neubauer, Antonio Ruiz, Carlos Sansegundo, Bertil Sjöberg en Heinz Trökes. 